# Murtosaari (ö i Pielisjärvi)
Murtosaari är en ö i sjön Pielisjärvi och i kommunen Lieksa och landskapet Norra Karelen, i den sydöstra delen av Finland, 400 km nordost om huvudstaden Helsingfors. Öns area är 28,5 hektar och dess största längd är 0,9 kilometer i nord-sydlig riktning. Hela ön ingår i ett naturreservat.